# دریاچه کولون
دریاچه کولون (به لاتین: Kulun Lake) یک دریاچه در قرقیزستان است که در استان اوش واقع شده‌است.